# Chińska Komisja Regulacyjna ds. papierów wartościowych
Chińska Komisja Regulacyjna ds. papierów wartościowych (chin. upr. 中国证券监督管理委员会, pinyin Zhōngguó Zhèngquàn Jiāndū Guǎnlǐ Wěiyuánhuì; również chin. upr. 中国证监会, pinyin Zhōngguó Zhèng Jiān Huì, ang. China Securities Regulatory Commission) – jedna z instytucji Rady Państwa Chińska Republika Ludowa, która rangą odpowiada ministerstwu, a do jej zadań należy regulacja obrotu papierami wartościowymi w państwie.
Powstała w 1992 r. w wyniku reform gospodarczych w celu zmniejszenia wpływu Ludowego Banku Chin na sektor finansowy.
Do głównych zadań komisji należy:
- formułowanie regulacji prawnych dotyczących bezpieczeństwa rynków walutowych oraz kontraktów Futures,
- nadzór nad rynkiem akcji, obligacji i funduszy inwestycyjnych,
- nadzór nad emisją, handlem i rozliczeniami kontraktów Futures.